# HMS Hyperion
L'HMS Hyperion (Pennant number H97), seconda nave da guerra britannica a portare questo nome, è stato un cacciatorpediniere classe H della Royal Navy. Venne impostato nei cantieri Swan Hunter il 26 marzo 1935, varato l'8 aprile 1936 ed entrò in servizio il 3 dicembre seguente.

## Servizio
Allo scoppio della seconda guerra mondiale l'Hyperion si trovava a Freetown e venne assegnato a compiti di pattuglia e caccia alle navi corsare tedesche nell'Atlantico meridionale. Nel mese di novembre venne trasferito a Bermuda con compiti di pattuglia nel Mar dei Caraibi e di blocco per le navi tedesche presenti nei porti messicani e statunitensi. Il 19 dicembre, al largo di Capo Hatteras, intercettò il mercantile tedesco Columbus che venne rapidamente affondato dal proprio equipaggio.
Il 25 gennaio 1940 tornò in patria per entrare in cantiere a Portsmouth, dove rimase fino ai primi giorni di marzo. Tornato in servizio venne assegnato alla Seconda Flottiglia Cacciatorpediniere della Home Fleet. Nel mese di aprile partecipò all'Operazione Wilfred, l'invasione della Norvegia portata avanti dagli inglesi nel tentativo di evitarne l'occupazione da parte tedesca. Nel mese di maggio partecipò all'evacuazione delle truppe inglesi di fronte all'avanzata nazista.
Il 16 maggio l'Hyperion venne trasferito nel Mar Mediterraneo con base ad Alessandria d'Egitto. Il 9 luglio seguente partecipò alla Battaglia di Punta Stilo. Il 19 luglio partecipò alla Battaglia di Capo Spada, affondando con i siluri il relitto dell'incrociatore italiano Bartolomeo Colleoni e prendendone a bordo alcuni sopravvissuti.
Nei primi giorni di dicembre appoggiò le operazioni dell'Ottava Armata bombardando le posizioni italiane. Il 14 dicembre affondò insieme al cacciatorpediniere Hereward il sottomarino italiano Naiade al largo di Bardia.
Il 22 dicembre mentre si trovava al largo di Capo Bon insieme ai cacciatorpediniere Jervis e Ilex colpì una mina rimanendo gravemente danneggiato. Dopo due tentativi infruttuosi di rimorchiare la nave da parte dell'Ilex, l'equipaggio venne trasferito a bordo di quest'ultima e l'Hyperion venne affondata da un siluro lanciato dall'Janus prima dell'alba. Due marinai della nave risultarono dispersi.